# Picchiarello e lo psichiatra
Picchiarello e lo psichiatra (Woody Woodpecker) è un cortometraggio animato del 1941. È il primo cortometraggio ad avere Picchiarello (già apparso nel cortometraggio di Andy Panda Picchiarello contro Andy Panda del 1940) come protagonista. Il film è stato prodotto da Walter Lantz Productions e distribuito da Universal Pictures.

## Trama
Gli abitanti della foresta in cui Picchiarello (doppiato da Mel Blanc) abita hanno iniziato a spargere la voce che il picchio è pazzo, a causa di tutte le sue buffonate, così lo stesso Picchiarello comincia a dubitare della sua sanità mentale. L'uccellino passa le sue giornate a cantare a squarciagola e fare dei buchi negli alberi con il suo becco, facendo infuriare le altre creature della foresta. Picchiarello sente uno scoiattolo e un gruppo di uccelli spettegolare su di lui, ma nonostante abbia appena cantato una canzone per proclamare la sua follia, respinge le loro accuse. Dopo che lo scoiattolo e gli uccelli lo portano con l'inganno a sbattere la testa su una statua, Picchiarello comincia a sentire delle voci nel suo cervello, che lo portano a pensare che gli altri animali potrebbero aver ragione sulla sua pazzia, e decide così di farsi visitare da un dottore. Picchiarello però sceglie di farsi visitare dal Dr. Horace N. Buggy, una volpe anche più folle di lui. La storia si conclude con Picchiarello catapultato in mezzo agli spettatori di un cinema mentre guarda il Dr. Buggy che fa follie proiettato sullo schermo cinematografico, e comincia a infastidire gli spettatori. Una delle persone presenti in sala tira quindi giù la poltrona di Picchiarello, lasciandolo incastrato al suo interno. Il picchio chiede aiuto, urlando, ma le persone accanto a lui sorridono.